# Lucho Servidio
Luis "Lucho" Servidio (Buenos Aires, 1951-Chascomús, Argentina, 27 de enero de 2020) fue un músico, arreglador, director de orquesta y compositor argentino.

## Carrera
Su abuelo Luis Servidio (1895-1961) fue autor de, entre muchos otros temas, de los recordados El bulín de la calle Ayacucho y La pena del payador, que fueron éxitos en las voces inolvidables de Carlos Gardel y Mercedes Simone. Su padre Norberto Servidio, con su “típica” compartió escenarios con Feliciano Brunelli y su “orquesta característica” amenizando juntos los más importantes bailes del 50. Su madre Lidia Mistral, por otra parte, era una cancionista exclusiva de Radio Mitre y Radio Belgrano en la década del 60.
Desde muy joven y después de realizar estudios de piano y armonía con maestros como Virgilio Expósito y Mario de Marco, realizó arreglos musicales para las orquestas estables de ATC, Canal 9 y Canal 11 de Buenos Aires.
Servidio fue un destacado pianista de larga trayectoria en el medio artístico. Ha realizado trabajos en el espectro folklórico (música para teleteatros o cine) y en el ámbito discográfico, habiendo sido director musical de compañías como Microfón Argentina. A los 22 años ya se encontraba en Sicamericana, discos Music Hall, con el cargo de Director Artístico y Director Musical, habiendo realizado para ese sello éxitos como Diego Verdaguer, Silvestre y la primera grabación, como solista, de Luis Ángel, recibiendo en varias oportunidades Disco de Oro y Platino.
Fue Director de la Maracaibo Ensamble en la serie premiada 40 Boleros con Amor y 40 Continuados para fiestas. En su paso por Sony Music produjo la Serie internacional “Todos a Bailar”,en todos sus Volúmenes disco de oro y platino.
Acompañó en calidad de Director Musical en diversas presentaciones a Roberto Rufino, Roberto Goyeneche, Edmundo Rivero, Lolita Torres, Leonardo Favio, Fetiche, Los Plateros, Hervé Vilard, entre muchos otros. Fue Director Musical de los hermanos Pimpinela y desde hace varios años  dirigió la orquesta de Olga Guillot en su gira por Latinoamérica y Estados Unidos.
Hizo arreglos tanto para la Fania all Star, Ray Barreto y Rodrigo como para Aldo Monges, Ramona Galarza, Los Hnos Cuestas, Teresa Parodi, Atahualpa Yupanqui, Carlos Santana y Soledad.
Realizó música para películas como Mire que es lindo mi país de 1981, cortos publicitarios, música para teleteatros y especiales de TV como Noti Dormi, Robocopia,  PNP, y  el Portal de las Mascotas junto a Raúl Portal, entre otros. Efectuó la dirección musical en teatros como  Zulma Faiad, Guadalupe Leuviah, Juan Carlos Thorry y Niní Marshall.
En teatro fue director musical de diversas obras como Los vecinos de Corrientes de 1974 que tuvo como elenco a El Travesti Evelyn, Juan Carlos Próspero, Sivia Cramer, Dolores De Cicco, Jovita Luna, Gladys Mancini, Enrique Massari, Pocho Navarro, Pablo Palitos y Estrella Rivera.
Su última producción Lucho Servidio Octango resultó preseleccionada dentro de los cinco mejores álbumes del género para el premio “Gardel” que otorga la Cámara Argentina de Productores Discográfico. Su orquesta estaba conformada por Bruno Franco, Victoria Mongelli y Evaristo Moyano (violines), Araceli Arce (viola), Manuel Mercado (chelo), Nico Velázquez (bandoneón), y Daniel Cucci (contrabajo).

## Fallecimiento
Hacía varios días que el músico se sentía muy cansado físicamente. El lunes 27 de enero de 2020 Lucho Servidio comenzó a sentirse mal, durmió hasta casi las 12 del mediodía y a las 17 horas falleció.
Estuvo varios años casado con Lita con quien formó una amplia familia.